# Калинино (Еврейская автономная область)
Кали́нино — село в Ленинском районе Еврейской автономной области. Входит в Ленинское сельское поселение.

## География
Село расположено на левом берегу реки Вертопрашиха в 9 км к северу от районного центра села Ленинское и в 90 км к юго-юго-западу от Биробиджана.
Через село проходит автодорога Р455 Бирофельд — Ленинское. Вблизи села проходит ж.-д. ветка Биробиджан I — Нижнеленинское (строится продолжение на Тунцзян), ближайшая станция расположена в 2,5 км к югу в посёлке Ленинск.

## История
Основано в 1950-е годы.

## Население
| 1922 | 1992 | 2002 | 2010 |
| ---- | ---- | ---- | ---- |
| 177  | ↗847 | ↘539 | ↘538 |

## Инфраструктура
В селе находится общеобразовательная основная школа, детский сад, дом культуры, медпункт, магазин.